# Norolles
Norolles település Franciaországban, Calvados megyében. Lakosainak száma 350 fő (2022. január 1.). Norolles Le Breuil-en-Auge, Coquainvilliers, Fauguernon, Ouilly-le-Vicomte, Rocques és Saint-Philbert-des-Champs községekkel határos.

## Népesség
A település népességének változása:
| Lakosok száma | 169  | 236  | 241  | 264  | 290  | 295  | 318  | 342  | 342  | 350  |
|               | 1968 | 1982 | 1990 | 2006 | 2013 | 2015 | 2017 | 2019 | 2020 | 2022 |